# Terremoto de Isidro Ayora de 1943
El terremoto de Isidro Ayora de 1943 fue un movimiento sísmico de una magnitud de 6.2 MW ocurrido el sábado 30 de enero de 1943 a las 00:34 UTC-5, tuvo una profundidad de 58.7 km y una intensidad en la Escala de Mercalli de VII.Su epicentro se localizo en el Cantón Isidro Ayora, en la Provincia del Guayas, muy cerca (18.7 km) de la ciudad de Isidro Ayora.

## Generalidades
La duración del sismo fue de aproximadamente 20 segundos, pero el movimiento en Guayaquil se sintió más fuerte al del sismo de Mayo de 1942.

## Impacto
Muchas familias salieron a la vía pública. Hubo gran pánico debido al recuerdo del sismo de Mayo de 1942.Producto del sismo se registró 1 muerto y 8 heridos.Guayaquil, aunque no fue la más cercana al epicentro (33.2 km) fue la más afectada ya que todos los daños registrados ocurrieron en esa ciudad.
En el centro de Guayaquil se produjeron agrietamientos de diversa importancia en las paredes de los edificios. Los casos de caída de paredes fueron muy pocos. Los daños más generalizados fueron de objetos ornamentales los cuales sufrieron gran destrucción en el Cementerio General.Se registró el desplome parcial de la torre de la iglesia de San José. Esta iglesia ya había quedado afectada en el sismo de 1942 y las torres no habían sido reforzadas.
Otros daños fueron la destrucción de estanterías en los negocios y especialmente en las farmacias y boticas. La destrucción de los focos eléctricos en los parques del centro de la ciudad.
Hubo ligeras averías en la clínica Guayaquil, en el dispensario de la Seguridad Social entre las calles Ballén y 10 de Agosto se produjo el desprendimiento de una pared, y en la dirección de la Asistencia Pública se produjeron daños especialmente en las bodegas y en la botica. Ligeras cuarteaduras y caída de ornamentos se registraron en la Central de Bomberos de las calles 9 de Octubre y Escobedo, las baterías se vinieron al suelo y el servicio de alarmas contra incendio fue interrumpido.
Ocurrieron cortocircuitos en la madrugada, un cable de alta tensión fue arrancado en esquina de las calles Luque y Chimborazo. Las familias apagaron las luces en previsión de incendios. Los hilos telefónicos se arrancaron, el servicio telefónico fue interrumpido y se produjo interrupción de líneas telegráficas.